# Che il lupo cattivo vegli su di te
Che il lupo cattivo vegli su di te è un singolo di Appino, primo estratto dal disco Il testamento (uscito il 5 marzo 2013 su etichetta La Tempesta Dischi e distribuito da Universal).
La canzone è stata definita dall'autore "una ninna nanna al contrario".
Il video ufficiale è stato diretto da Stefano Poletti.